# Шкода, Альбин
Альбин Шкода (нем. Albin Skoda, полное имя — Альбин Михаэль Иоганн Шкода нем. Abin Johann Michael Skoda; 29 сентября 1909, Вена, Австро-Венгрия — 22 сентября 1961, там же) — австрийский театральный и киноактёр, актёр озвучивания.

## Биография
Альбин Шкода родился 29 сентября 1909 года в Вене. Его отец был владельцем кафе и Альбин в детстве часто выступал перед посетителями, благодаря чему в 1918 году в девятилетнем возрасте получил контракт с годовой зарплатой в шестьсот крон для исполнения детских ролей в венском Бургтеатре. Дебютировал в постановке «Бобровой шубы» (нем. Der Biberpelz) Герхарта Гауптмана. Дядя Альбина, Карл Шкода (1884—1918), также был актёром и с 1913 года и до своей смерти в 1918 году находился в труппе этого же театра. Альбин посещал Академию театрального искусства в Вене и учился там, в частности, у известного актера Александра Моисси.
В 1924—1928 годах Шкода был учеником в венском Фолькстеатре, дебютировав там в 1924 году ролью Фердинанда в драме «Коварство и любовь» Фридриха Шиллера. В сезоне 1928—1929 годов он играл в Санкт-Пёльтене, с 1929 по 1931-й в Усти-над-Лабем, в 1933-м в Кёнигсберге, 1933—1934 годах в Мюнхене, а с 1934 года и до 1945 года в Немецком театре в Берлине. В 1938 году актёр также выступал на сцене венского Театра в Йозефштадте. Получив почетное звание Камерный актер (нем. Kammerschauspieler) Альбин играл с 1946 года в Бургтеатре значительные роли классической и современной мировой литературе; до своей смерти в 1961 году был почетным членом труппы этого театра.
Кроме работы в театре Альбин Шкода снимался в кино, сыграв роли в 11-ти фильмах. В частности, в картине 1955 года «Последний акт», поставленной Георгом Вильгельмом Пабстом, актёр воплотил образ Адольфа Гитлера, а в фильме Карла Гартля «Моцарт» (1955) сыграл роль Антонио Сальери.
Альбин Шкода умер 22 сентября 1961 года в Вене от инсульта, незадолго до своего 52-летия. Похоронен на Центральном кладбище Вены.